# Сима Вукићевић
Сима Вукићевић је био кнез Левачке кнежине у Јагодинској нахији. На месту кнеза Левачке кнежине се налазио од јуна 1819. године. Задњи пут се помиње на овом месту у јануару 1829. године. Био је и судија Јагодинског магистрата, негде у периоду између 1823. године када је суд основан и 1833. године
Године 1827. је имао звање полу — капетана.
На месту судије се поново нашао у јулу 1837. године, када је заменио смењеног Стевана Михаиловића и ту је остао до краја 1839. године.